# BDWM ABe 4/8
Die ABe 4/8  der BDWM Transport (BDWM) sind dreiteilige elektrische Niederflur-Gelenkzüge mit dem Namen Diamant (Dynamischer, innovativer, attraktiver, moderner, agiler Nahverkehrstriebzug) vom Hersteller Stadler Rail für die Strecke Wohlen–Dietikon in der Schweiz.

## Geschichte

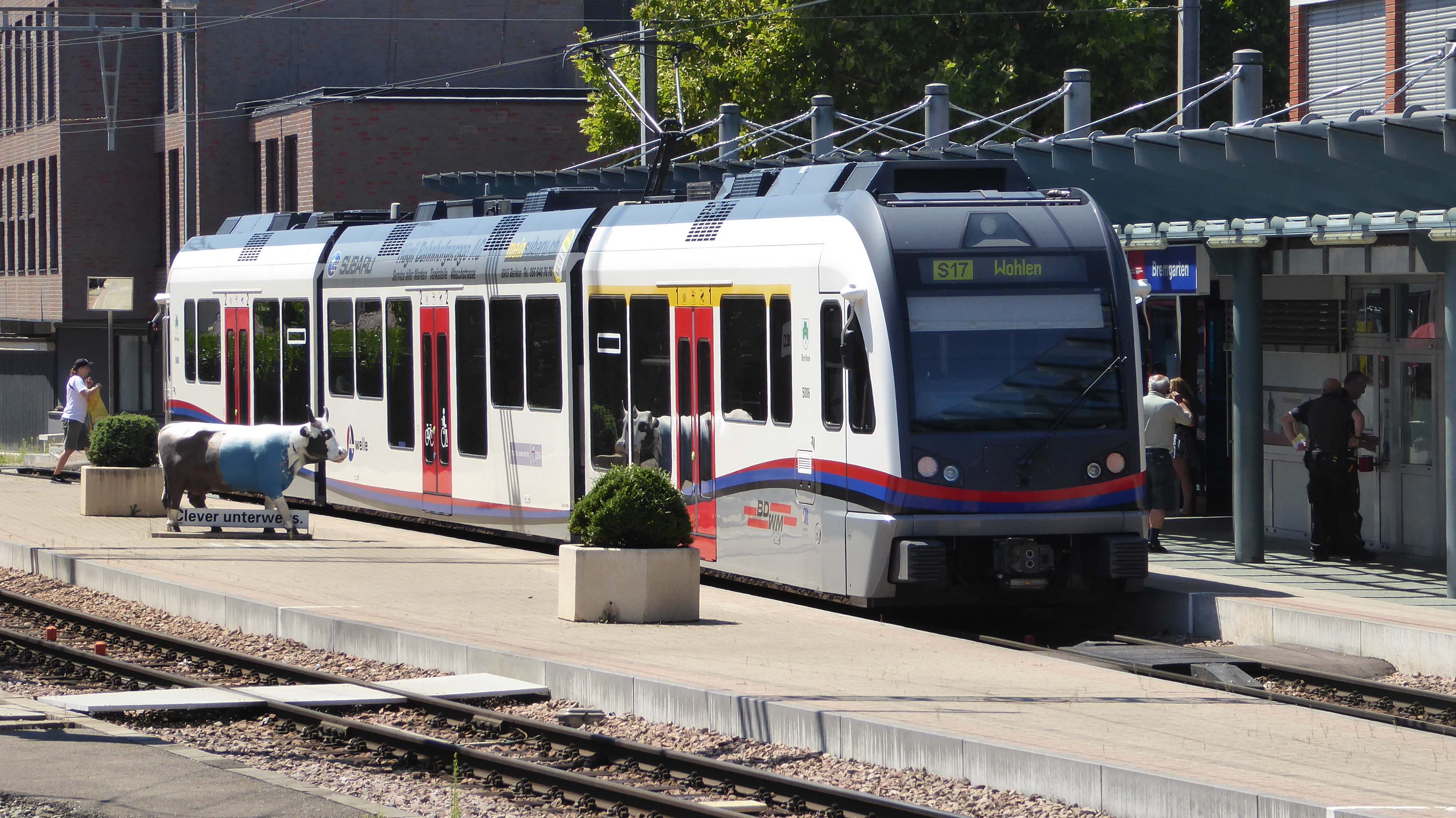
ABe 4/8 als S17 Dietikon–Wohlen beim Zwischenhalt in Bremgarten

Die Strecke Wohlen–Bremgarten–Dietikon ist als S17 der Zürcher S-Bahn eine wichtige Pendlerverbindung zwischen dem Kanton Aargau und dem Kanton Zürich. Die Züge, die erstmals bei der BDWM mit erster Wagenklasse ausgestattet sind, wurden nach dem Vorbild der Star der Aare Seeland mobil (ASm) gebaut. Sie sind aber noch wendiger und können Kurven mit 25 Meter Radius befahren. Damit sind sie gerüstet, die projektierte Limmattalbahn zu befahren. Zudem haben die Diamant eine andere Stirnfront als der Star der ASm. Um den verschärften Crashnormen zu genügen, erhielten sie als erste Stadler-Schmalspurfahrzeuge entsprechend verstärkte Frontpartien.

## Technik

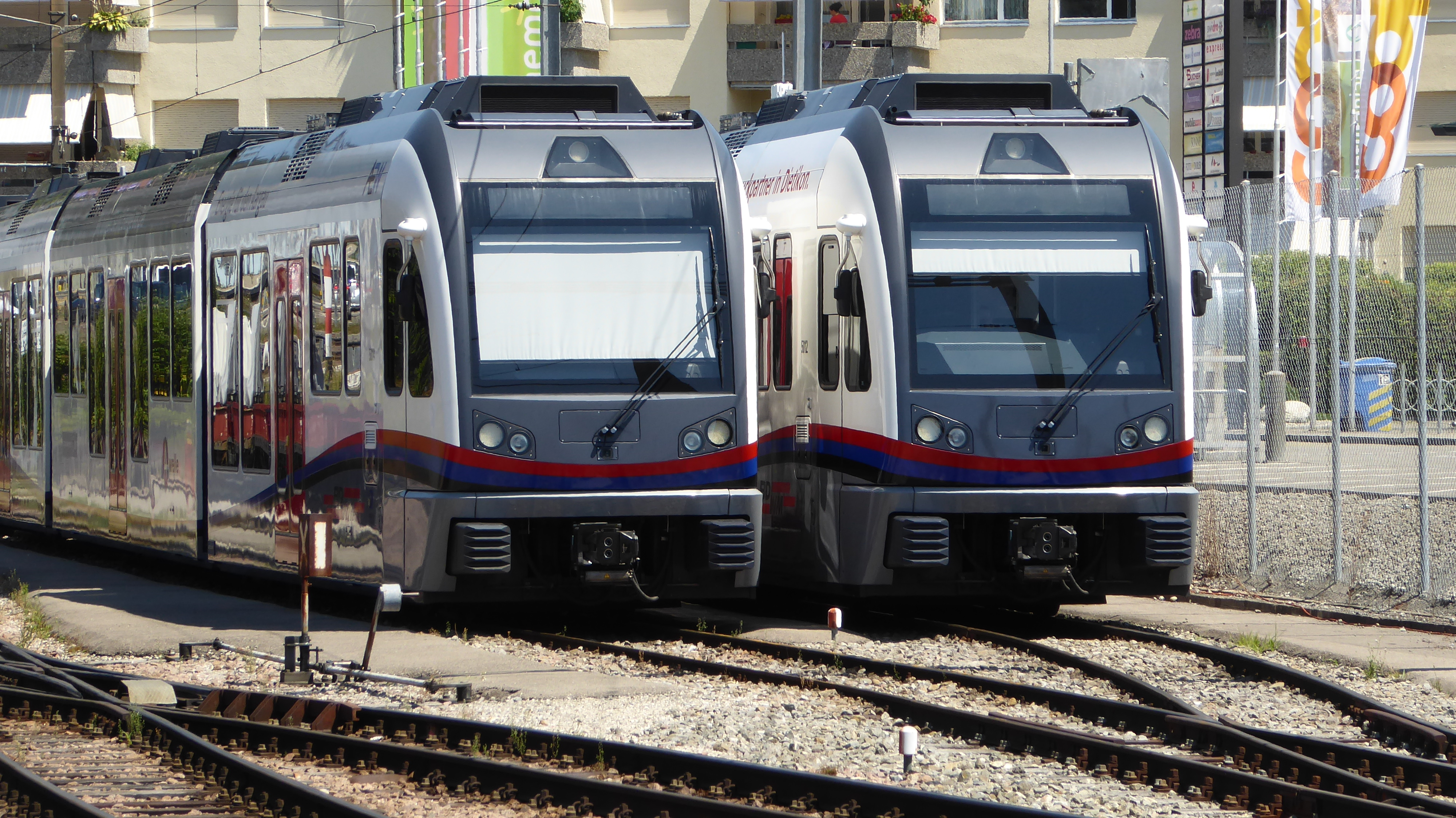
Die energieabsorbierende Frontpartie schützt den Diamant bei Kollisionen mit Strassenfahrzeugen.

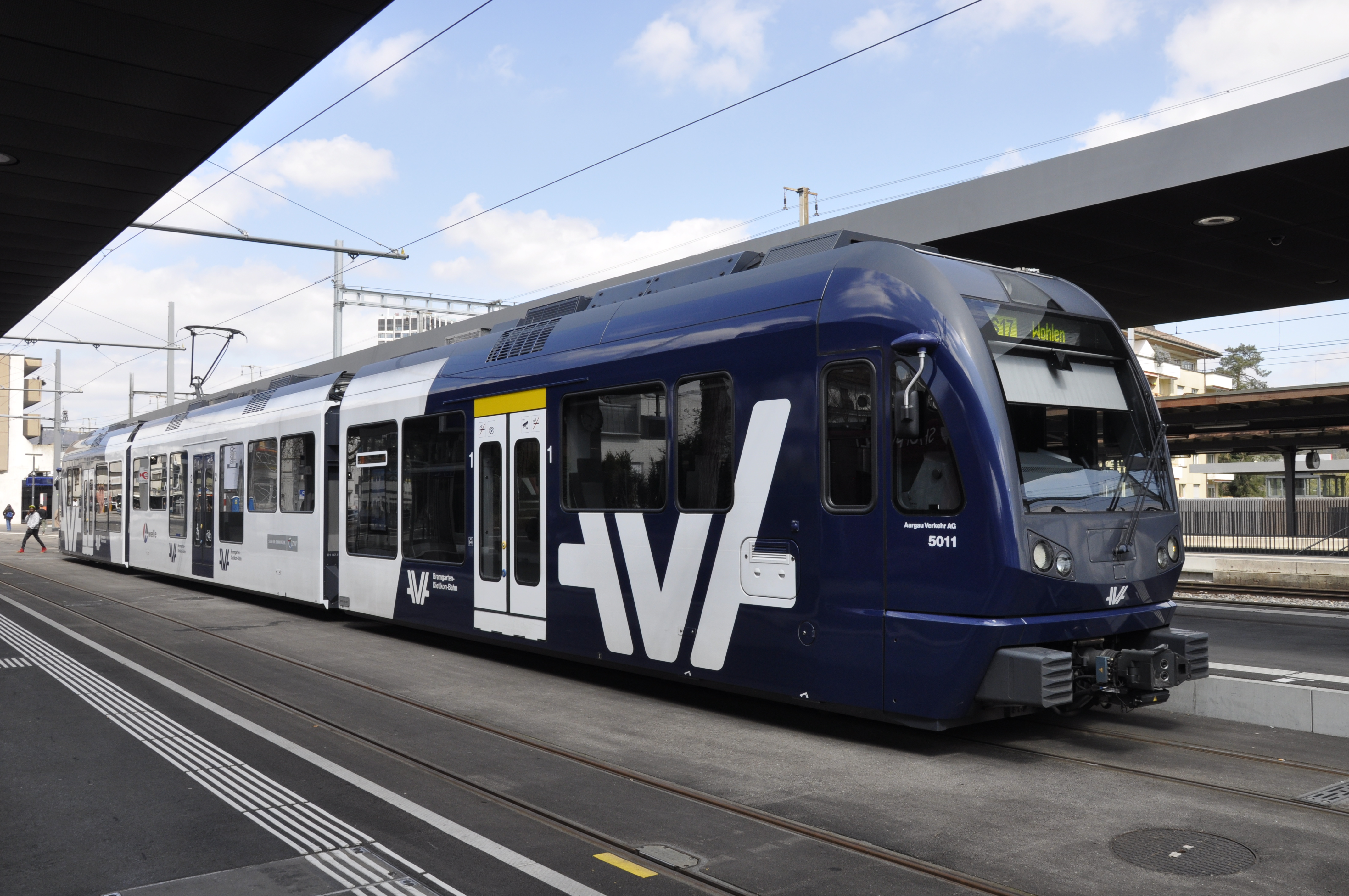
ABe 4/8 5011 im neuen AVA-Design

Die Triebzüge bestehen aus zwei Niederflur-Triebköpfen an den Enden, die am nicht angetriebenen Mittelwagen aufgesattelt sind. Die elektrische Ausrüstung befindet sich auf dem Dach und direkt hinter dem Führerstand über dem Triebdrehgestell. Der Wagenkasten ist aus Aluminium-Strangpressprofilen gefertigt.
Der Diamant zeichnet sich durch ein hohes Leistungs- und Beschleunigungsvermögen sowie grosse Niederflurbereiche im Fahrgastraum aus. Zwei redundante Triebdrehgestelle an den Enden erlauben beim Ausfall eines Antriebsstrangs die Weiterfahrt. Bis zu drei Triebzüge können in Vielfachsteuerung verkehren. Klimaanlage, luftgefederte Trieb- und Laufdrehgestelle und ein Fahrgastinformationssystem dienen dem Komfort von Fahrgästen und Triebfahrzeugführer.
Die Frauenfeld-Wil-Bahn (FW) setzt ebenfalls Züge des Typs «Diamant» ein, die dort als ABe 4/8 «Zebra» bezeichnet werden. Die «Zebra» sind jedoch 8,00 Meter länger und 5 Tonnen schwerer.
Der ABe 4/8 5013 erhielt im Jahr 2011 einen schwarzen Werbeanstrich für die Aargauische Kantonalbank. Zudem lässt er sich als einziger Diamant mittels eines Bildschirms als Fahrsimulator nutzen. Von 2015 bis 2018 warb der ABe 4/8 5011 für das Spital Muri, seit dem 21. Juni 2018 trägt er als erstes Fahrzeug das neue Design des aus der Fusion von BDWM und WSB entstandenen Aargau Verkehr.

## Namen

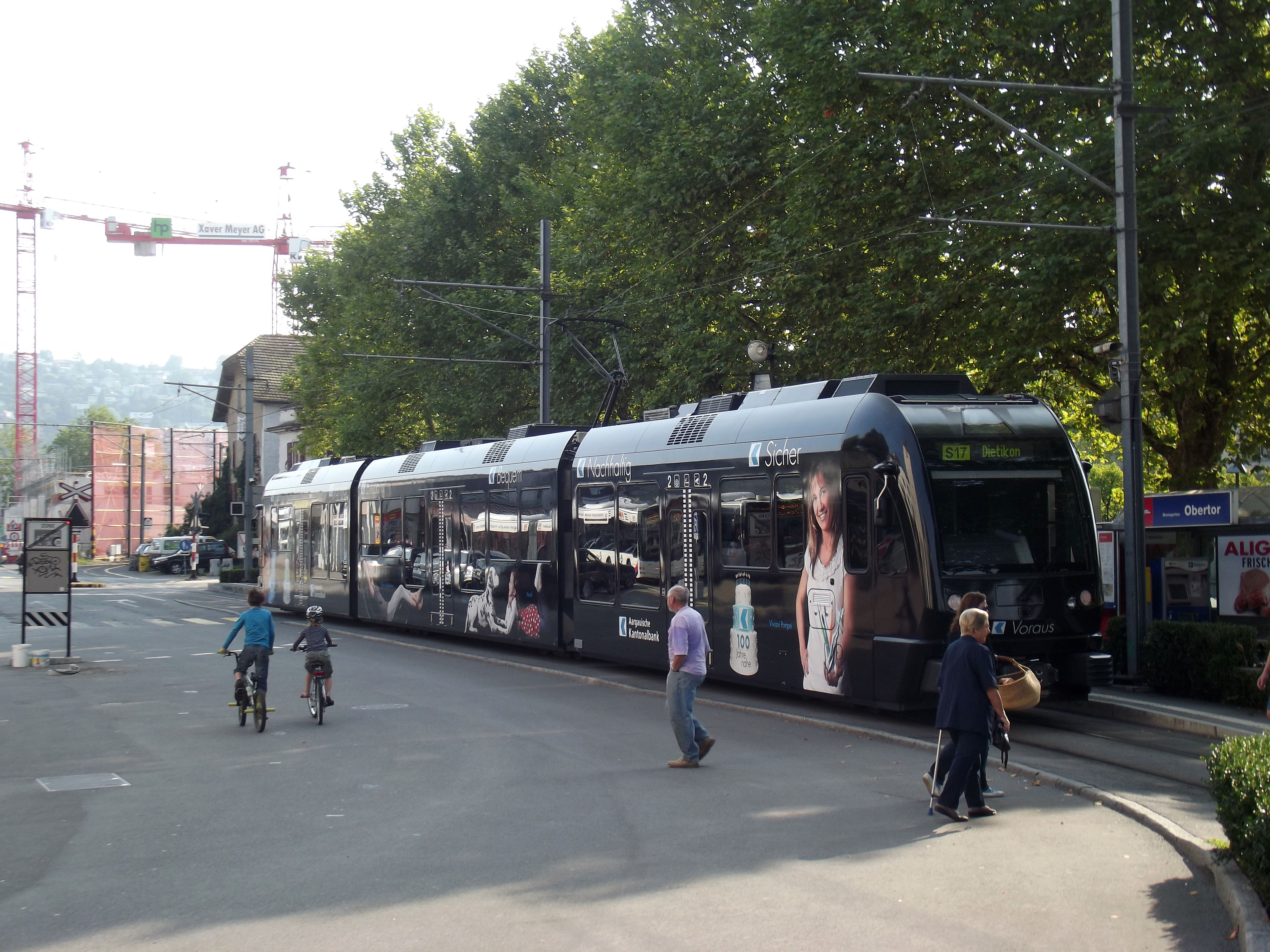
ABe 4/8 5013 mit Werbung für die Aargauische Kantonalbank.

| Betriebsnummer | Name                       |
| -------------- | -------------------------- |
| 5001           | Kanton Aargau              |
| 5002           | Kanton Zürich              |
| 5003           | Bremgarten                 |
| 5004           | Dietikon                   |
| 5005           | Wohlen                     |
| 5006           | Berikon                    |
| 5007           | Widen                      |
| 5008           | Zufikon                    |
| 5009           | Rudolfstetten-Friedlisberg |
| 5010           | Waltenschwil               |